# Coppa dei Campioni 1996-1997 (pallavolo femminile)
La Coppa dei Campioni di pallavolo femminile 1996-1997 è stata la 37ª edizione del massimo torneo pallavolistico europeo per squadre di club; iniziata con la fase ad eliminazione diretta a partire dal 12 ottobre 1996, si è conclusa con la final-four, il 9 marzo 1997. Alla competizione hanno partecipato 28 squadre e la vittoria finale è andata per la prima volta al Volley Bergamo.

## Squadre partecipanti
| - Albacete - Emlakbank - RTV Basilea - Bergamo - Rapid Bucarest - RC Cannes - Castêlo da Maia | - Ķīmiķis Daugavpils - Uraločka - Herentals - Holte - Hapoël Kiryat-Yam - AEL Limassol - Britannia Volleyball | - Iskra Luhans'k - OK Lukavac - Matera - Mamer - Branik - Münster - Olomouc | - Levski Sofia - Jedinstvo Užice - Vasama Vaasa - Post Wien - Vrilīssiōn - Vughtse - SK ZU Zilina |

## Prima fase

### Squadre qualificate
- Britannia Volleyball
- Branik
- AEL Limassol
- Vasama Vaasa

## Seconda fase

### Squadre qualificate
- Albacete
- Emlakbank
- Bergamo
- Branik
- Olomouc
- Levski Sofia
- Vughtse
- SK ZU Zilina

## Fase a gironi

### Gironi
| Girone A                                                                        | Girone B                                                                    |
| ------------------------------------------------------------------------------- | --------------------------------------------------------------------------- |
| Emlakbank Bergamo Uraločka Herentals Iskra Luhans'k Branik Münster SK ZU Zilina | Albacete RC Cannes Matera Olomouc Levski Sofia Post Wien Vrilīssiōn Vughtse |

## Final-four

### Finali 1º e 3º posto
|  | Semifinali | Semifinali | Semifinali |         |          | Finale             | Finale             | Finale             |  |
|  |            |            |            |         |          |                    |                    |                    |  |
|  | Uraločka   | Uraločka   | 3          |         |          |                    |                    |                    |  |
|  | Uraločka   | Uraločka   | 3          |         |          |                    |                    |                    |  |
|  | Matera     | Matera     | 2          |         |          |                    |                    |                    |  |
|  | Matera     | Matera     | 2          |         | Uraločka | Uraločka           | 1                  |                    |  |
|  |            |            |            |         | Uraločka | Uraločka           | 1                  |                    |  |
|  |            |            | Bergamo    | Bergamo | 3        |                    |                    |                    |  |
|  | RC Cannes  | RC Cannes  | Bergamo    | Bergamo | 3        | 0                  |                    |                    |  |
|  | RC Cannes  | RC Cannes  |            |         |          | 0                  |                    |                    |  |
|  | Bergamo    | Bergamo    | 3          |         |          | Finale 3º/4º posto | Finale 3º/4º posto | Finale 3º/4º posto |  |
|  | Bergamo    | Bergamo    | 3          |         |          |                    |                    |                    |  |
|  |            |            |            |         |          |                    |                    |                    |  |
|  |            |            |            |         |          | Matera             | Matera             | 1                  |  |
|  |            |            |            |         |          | Matera             | Matera             | 1                  |  |
|  |            |            |            |         |          | RC Cannes          | RC Cannes          | 3                  |  |